# 25640 Klintefelt
25640 Klintefelt (tên chỉ định: 2000 AA65) là một tiểu hành tinh vành đai chính. Nó được phát hiện bởi dự án Nghiên cứu tiểu hành tinh gần Trái Đất Lincoln ở Socorro, New Mexico, ngày 4 tháng 1 năm 2000. Nó được đặt theo tên Philippe Klintefelt Collet, a Swedish high school student whose behavioral và social sciences project won second place ở the 2009 Giải thưởng Khoa học và Kỹ thuật Intel.